# Spirorbis antarctica
Spirorbis antarctica är en ringmaskart som beskrevs av René-Primevère Lesson 1830. Spirorbis antarctica ingår i släktet Spirorbis och familjen Serpulidae. Inga underarter finns listade i Catalogue of Life.